# Balta, North Dakota
Balta, North Dakota (енгл. Balta) град је у америчкој савезној држави Северна Дакота.

## Демографија
По попису из 2010. године број становника је 65, што је 8 (-11,0%) становника мање него 2000. године.
| Група             | 2000.      | 2010.       |
| Белци             | 72 (98,6%) | 65 (100,0%) |
| Афроамериканци    | 0 (0,0%)   | 0 (0,0%)    |
| Азијати           | 1 (1,4%)   | 0 (0,0%)    |
| Хиспаноамериканци | 0 (0,0%)   | 0 (0,0%)    |
| Укупно            | 73         | 65          |